# Étienne Bonnot de Condillac

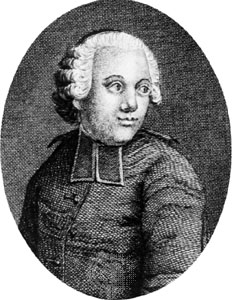
Étienne Bonnot de Condillac

Étienne Bonnot de Condillac (Grenoble, 30 september 1714  - Lailly-en-Val, 3 augustus 1780) was een Frans rooms-katholiek geestelijke die vooral als filosoof en econoom bekend is geworden. Hij was een van de hoofdfiguren van de stroming sensualisme. Condillac hield zich ook bezig met kennisleer, psychologie, logica, en taalkunde.

## Biografie
Condillac werd al vroeg in de geestelijke stand opgenomen. In zijn vroegste werk keerde hij zich tegen Descartes, Malebranche, Spinoza en Leibniz. Condillac populariseerde het werk van John Locke in Frankrijk. 
Als "Encyclopédist" verkeerde Condillac in de kring van Jean-Jacques Rousseau, ooit huisleraar van zijn neven in Lyon, Diderot, Marmontel, Alembert, Helvétius, D'Holbach, Turgot, Buffon, Condorcet en in mindere mate ook Voltaire.
In 1757 werd hij de opvoeder van Ferdinand van Parma, voor wie hij lesstof schreef, bestaande uit dertien delen, uitgegeven in 1775. In 1768 kwam hij terug uit Italië en werd lid van de Académie française.
De laatste twaalf jaar van zijn leven bracht hij op zijn buitenplaats bij Beaugency door.

## Werken
Condillac heeft onder andere de volgende boeken geschreven:
- 1746, Essai sur l’origine des connaissances humaines
- 1749, Traité des systèmes
- 1754, Traité des sensations
- 1755, Traité des animaux
- 1775, Cours d’études
- 1780, La Logique ou l’art de penser
- 1798, La Langue des calculs (postuum verschenen)